# Nilobezzia subtilicrinus
Nilobezzia subtilicrinus är en tvåvingeart som beskrevs av Debenham 1974. Nilobezzia subtilicrinus ingår i släktet Nilobezzia och familjen svidknott. Inga underarter finns listade i Catalogue of Life.